# La Léchère
La Léchère is een gemeente in het Franse departement Savoie in de regio Auvergne-Rhône-Alpes. La Léchère maakt deel uit van het arrondissement Albertville. Het gemeentehuis bevindt zich in de plaats Notre-Dame-de-Briançon. La Léchère telde op 1 januari 2022 2.536 inwoners.

## Geschiedenis
De gemeente werd op 20 juni 1972 gevormd door de samenvoeging van Celliers, Doucy, Naves, Notre-Dame-de-Briançon, Petit-Cœur en Pussy, deze gemeente omsloot Bonneval dat in 1972 en zelfstandige gemeente bleef. Op 1 januari 2019 werden ook Bonneval en de in het noorden aangrenzende gemeente Feissons-sur-Isère in de gemeente opgenomen, die daarmee de status van commune nouvelle kreeg. Alle 8 voormalige gemeente hebben de status van commune déléguée.

## Geografie
De oppervlakte van La Léchère bedroeg op 1 januari 2022 134,54 vierkante kilometer; de bevolkingsdichtheid was toen 18,8 inwoners per km².

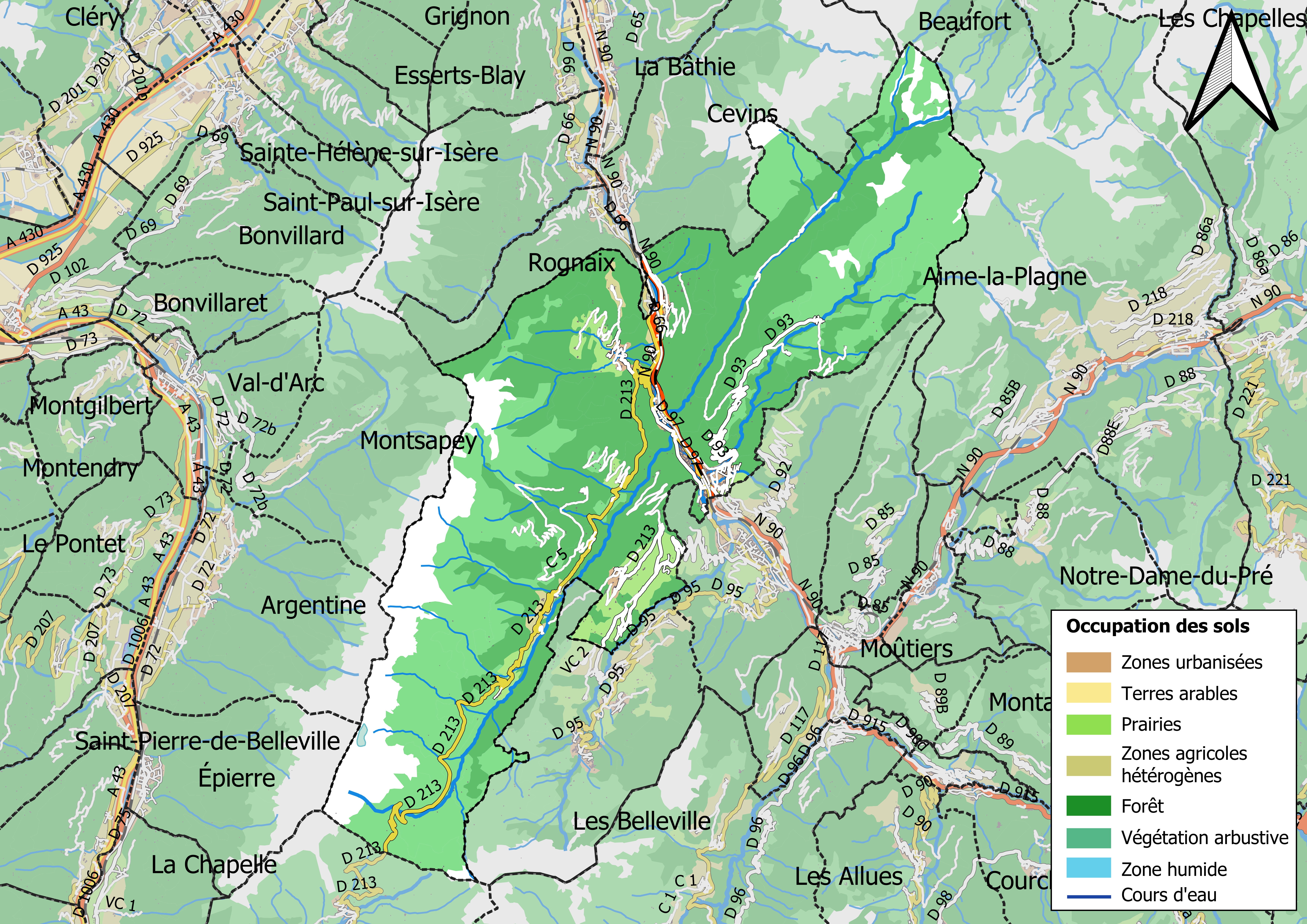
Kaart van de gemeente met de belangrijkste infrastructuur, bodemgebruik en omliggende gemeenten

## Demografie
Onderstaande figuur toont het verloop van het inwonertal (bron: INSEE-tellingen).